# IC 540
IC 540 ist eine Spiralgalaxie mit aktivem Galaxienkern vom Hubble-Typ Sbc im Sternbild Löwe an der Ekliptik. Sie ist schätzungsweise 85 Millionen Lichtjahre von der Milchstraße entfernt und hat einen Durchmesser von etwa 40.000 Lj.

Im selben Himmelsareal befinden sich u. a. die Galaxien NGC 2882, NGC 2894, NGC 2906.
Das Objekt wurde am 10. April 1893 von dem französischen Astronomen Stéphane Javelle entdeckt.